# William C. Morris (Buenos Aires)
William Morris é uma cidade da Argentina, situada na província de Buenos Aires, localizado na área metropolitana de Gran Buenos Aires.